# Tommy Jakobsen
Tommy Jakobsen (* 12. října 1970 Oslo) je bývalý norský hokejový obránce, dlouholetý reprezentant a kapitán Norska. Naposledy hrál v klubu Lørenskog IK.

## Hráčská kariéra

### Klubová kariéra
S profesionálním hokejem začínal v norské lize, nejprve v mateřském klubu Furuset IF. Tam působil pět sezón, poté odehrál po jedné sezóně v Lillehammer IK (vybojoval norský titul), Storhamar Dragons a Spektrum Flyers. Po jednoletém angažmá ve švédském Djurgårdenu zakotvil v německé lize, kde odehrál své nejlepší sezóny. Pět let působil u Augsburger Panther a poté čtyři v DEG Metro Stars. Nejúspěšnější byla jeho poslední sezóna v Německu – 2005/2006, kdy s klubem vybojoval německý hokejový pohár a dostal se do finále ligy, kde ale tým podlehl Eisbärenu Berlin. Později hrál v Rakousku a Švýcarsku, na závěr kariéry se vrátil do Norska. V sezóně 2011/2012 přivedl tým Lørenskog IK
až do finále, o rok později ukončil profesionální kariéru. V letech 2003 a 2005 byl oceněn jako nejlepší norský hokejista.

### Reprezentační kariéra
V seniorské reprezentaci Norska hrál od roku 1992. Účastnil se třech olympiád (v letech 1992, 1994 a 2010) a 16 turnajích mistrovství světa, z toho 12 v elitní kategorii. Na olympiádě 2010 ve Vancouveru byl při otevíracím ceremoniálu vlajkonošem norské výpravy.

## Klubové statistiky
| Sezona  | Klub               | Soutěž | Základní část | Základní část | Základní část | Základní část | Základní část | Play off | Play off | Play off | Play off | Play off |
| Sezona  | Klub               | Soutěž | Z             | G             | A             | B             | TM            | Z        | G        | A        | B        | TM       |
| ------- | ------------------ | ------ | ------------- | ------------- | ------------- | ------------- | ------------- | -------- | -------- | -------- | -------- | -------- |
| 1987/88 | Furuset IF         | NOR    | 36            | 1             | 3             | 4             | 8             | –        | –        | –        | –        | –        |
| 1988/89 | Furuset IF         | NOR    | 36            | 1             | 0             | 1             | 28            | –        | –        | –        | –        | –        |
| 1989/90 | Furuset IF         | NOR    | 30            | 6             | 4             | 10            | 20            | –        | –        | –        | –        | –        |
| 1990/91 | Furuset IF         | NOR    | 32            | 3             | 4             | 7             | 58            | –        | –        | –        | –        | –        |
| 1991/92 | Furuset IF         | NOR    | 31            | 2             | 5             | 7             | 71            | –        | –        | –        | –        | –        |
| 1992/93 | Lillehammer IK     | NOR    | 34            | 9             | 10            | 19            | 36            | –        | –        | –        | –        | –        |
| 1993/94 | Storhamar Dragons  | NOR    | 29            | 6             | 9             | 15            | 59            | –        | –        | –        | –        | –        |
| 1994/95 | Spektrum Flyers    | NOR    | 31            | 11            | 16            | 27            | 44            | –        | –        | –        | –        | –        |
| 1995/96 | Djurgårdens IF     | SWE    | 36            | 0             | 1             | 1             | 20            | 4        | 0        | 0        | 0        | 0        |
| 1996/97 | Augsburger Panther | DEL    | 48            | 5             | 7             | 12            | 134           | 4        | 0        | 4        | 4        | 14       |
| 1997/98 | Augsburger Panther | DEL    | 50            | 2             | 12            | 14            | 83            | –        | –        | –        | –        | –        |
| 1998/99 | Augsburger Panther | DEL    | 52            | 3             | 7             | 10            | 87            | 5        | 0        | 1        | 1        | 2        |
| 1999/00 | Augsburger Panther | DEL    | 55            | 5             | 15            | 20            | 93            | 2        | 0        | 0        | 0        | 0        |
| 2000/01 | Augsburger Panther | DEL    | 46            | 1             | 11            | 12            | 87            | –        | –        | –        | –        | –        |
| 2001/02 | Augsburger Panther | DEL    | 60            | 6             | 17            | 23            | 110           | 4        | 1        | 1        | 2        | 6        |
| 2002/03 | DEG Metro Stars    | DEL    | 51            | 9             | 19            | 28            | 50            | 5        | 0        | 2        | 2        | 10       |
| 2003/04 | DEG Metro Stars    | DEL    | 42            | 4             | 8             | 12            | 46            | 4        | 1        | 1        | 2        | 2        |
| 2005/06 | DEG Metro Stars    | DEL    | 39            | 2             | 10            | 12            | 53            | 14       | 2        | 8        | 10       | 10       |
| 2006/07 | Graz 99ers         | AUT    | 55            | 5             | 33            | 38            | 205           | –        | –        | –        | –        | –        |
| 2007/08 | Graz 99ers         | AUT    | 31            | 5             | 17            | 22            | 44            | –        | –        | –        | –        | –        |
| 2007/08 | SC Bern            | SUI    | 3             | 0             | 0             | 0             | 4             | 3        | 0        | 1        | 1        | 2        |
| 2008/09 | Graz 99ers         | AUT    | 48            | 1             | 15            | 16            | 50            | 2        | 0        | 0        | 0        | 0        |
| 2009/10 | Lørenskog IK       | NOR    | 45            | 4             | 17            | 21            | 68            | 5        | 0        | 0        | 0        | 2        |
| 2010/11 | Lørenskog IK       | NOR    | 22            | 5             | 10            | 15            | 40            | 11       | 2        | 3        | 5        | 8        |
| 2011/12 | Lørenskog IK       | NOR    | 41            | 1             | 26            | 27            | 64            | 16       | 1        | 6        | 7        | 14       |